# Qinghua (köpinghuvudort i Kina, Jiangxi Sheng, lat 29,42, long 117,77)
Qinghua är en köpinghuvudort i Kina. Den ligger i provinsen Jiangxi, i den sydöstra delen av landet, omkring 200 kilometer nordost om provinshuvudstaden Nanchang. Antalet invånare är 14 582. Befolkningen består av 7 216 kvinnor och 7 366 män. Barn under 15 år utgör 20,0 %, vuxna 15-64 år 69 %, och äldre över 65 år 9,0 %.
Runt Qinghua är det ganska tätbefolkat, med 104 invånare per kvadratkilometer. Närmaste större samhälle är Qiukou, 14,5 km sydost om Qinghua. I omgivningarna runt Qinghua växer i huvudsak blandskog.
Genomsnittlig årsnederbörd är 2 672 millimeter. Den regnigaste månaden är juni, med i genomsnitt 444 mm nederbörd, och den torraste är oktober, med 51 mm nederbörd.